# Bjurbäcks kyrka
Bjurbäcks kyrka är en kyrkobyggnad som sedan 2010 tillhör Mullsjö-Sandhems församling (2002-2010 Mullsjö församling och tidigare Bjurbäcks församling) i Skara stift. Kyrkan ligger nära Nässjöns nordöstra strand omkring åtta kilometer sydväst om centralorten i Mullsjö kommun.

## Den tidigare kyrkobyggnaden
År 1656 började ett kapell byggas på Bjurbäcks gård. Kapellet genomgick om- och tillbyggnader under 1720-talet och 1730-talet. Ett vapenhus byggdes vid södra sidan 1722-1723 och en sakristia byggdes vid östra sidan 1730-1731. Troligen byggdes ännu ett vapenhus vid västra sidan 1733. Kyrkorummet täcktes av ett brädvalv med en himmelsvy målad 1757 av Johan Kinnerus. Brädor med dessa målningar finns bevarade. Vid en ombyggnad 1785 förlängdes kapellet åt öster och fick ett tresidigt korparti. År 1892 påbörjades diskussioner om att reparera kapellet, men man bestämde sig för en ny gudstjänstlokal och 1897 revs kapellet med klockstapel.

## Den nuvarande kyrkobyggnaden
Träkyrkan i nygotisk stil uppfördes 1897-1899 av byggmästare Clas Johansson, Sandhem. Uppdraget att rita den nya kyrkan hade först gått till Fredrik Sundbärg, men dennes skiss underkändes av församlingen. Förvaltaren vid Ryfors bruk, Johan Viktor Zelander, fick då uppdraget. Brukets ägare, familjen Sager, stod som garant för bygget. Ritningarna korrigerades och kompletterades av arkitekt Thor Thorén vid Överintendentsämbetet, som även ritade orgelfasaden och den 23 juli 1899 invigdes kyrkan av biskop Ernst Jakob Keijser.
Byggnaden är en vitmålad korskyrka bestående av ett rektangulärt långhus med kor i öster och en sakristia öster om koret. Korsarmar sträcker sig ut åt norr och söder. I sydväst finns ett sidoställt torn, med hög smal spira, som ser ut som en med kyrkan sammanbyggd klockstapel. Små vapenhus finns i korsarmarna och i väster. Fasadernas nederdelar har liggande panel, medan de övre är spånklädda. Sadeltaken är skiffertäckta. Stommen är en stolpverkskonstruktion kombinerad med sågat liggtimmer. Innerväggarna är klädda med pärlspontad, delvis mönsterlagd furupanel. Alla trävirke är oljat och fernissat, så att rummet får en gyllenbrun färgton. 
Exteriören har målats om flera gånger med bibehållen ursprunglig färgsättning. Väggar och torn i vitt eller ljusgrått, fönsteromfattningar i engelskt rött och dörrar i ljus ekfärg med svarta järnbeslag. Inredningen är helt intakt och allt är specialritat.

## Inventarier
- En ljuskrona av trä inköpt 1723.
- Ett golvur från 1773.
- Altaruppsatsen, predikstolen och dopängeln, som vid dop hissas ned tillsammans med dopskålen, härstammar från träkapellet och snidades på 1730-talet av Jonas Larsson Elfvenberg.

### Klockor
Lillklockan är senmedeltida och den saknar inskrift.

## Orgel
Orgeln är tillverkad 1899 av Johannes Magnussons orgelverkstad och den ljudande fasaden är lika gammal. Den renoverades och utökades av Smedmans Orgelbyggeri 1975 och har idag tolv stämmor fördelade på manual och pedal.
| Manual (C-f3)     | Pedal (C-c1) | Koppel     |
| ----------------- | ------------ | ---------- |
| Principal 8'      | Subbas 16'   | Man 4'/Man |
| Rörflöjt 8'       | Gedackt 8'   | Man/Ped    |
| Salicional 8'     | Oktava 4'    |            |
| Oktava 4'         |              |            |
| Ged.-flöjt 4'     |              |            |
| Kvinta 2 2/3'     |              |            |
| Oktava 2'         |              |            |
| Hålflöjt 2'       |              |            |
| Mixtur 3 chor     |              |            |
| Crescendosvällare |              |            |

## Bilder

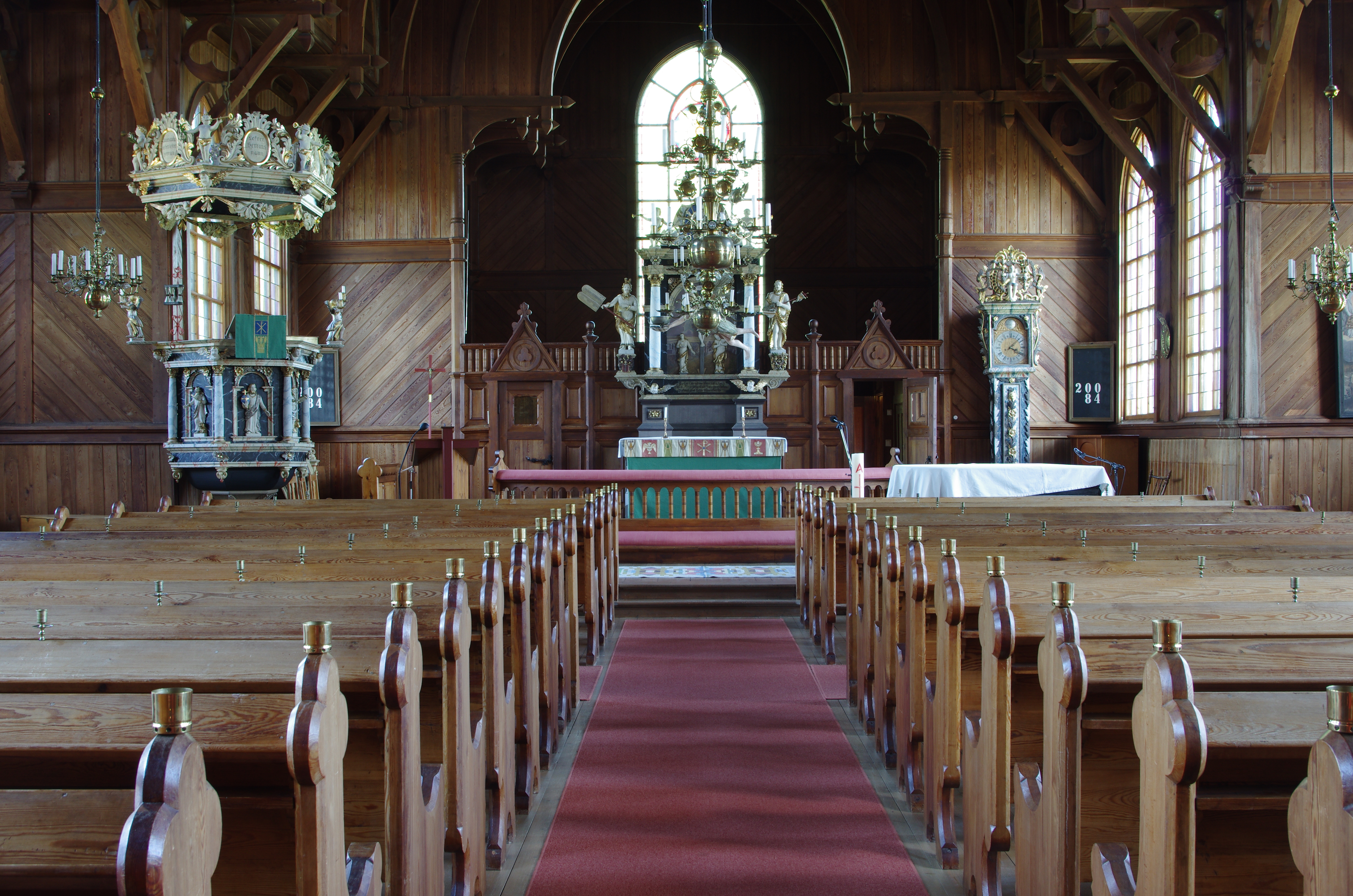
Kyrkorummet mot altaret.
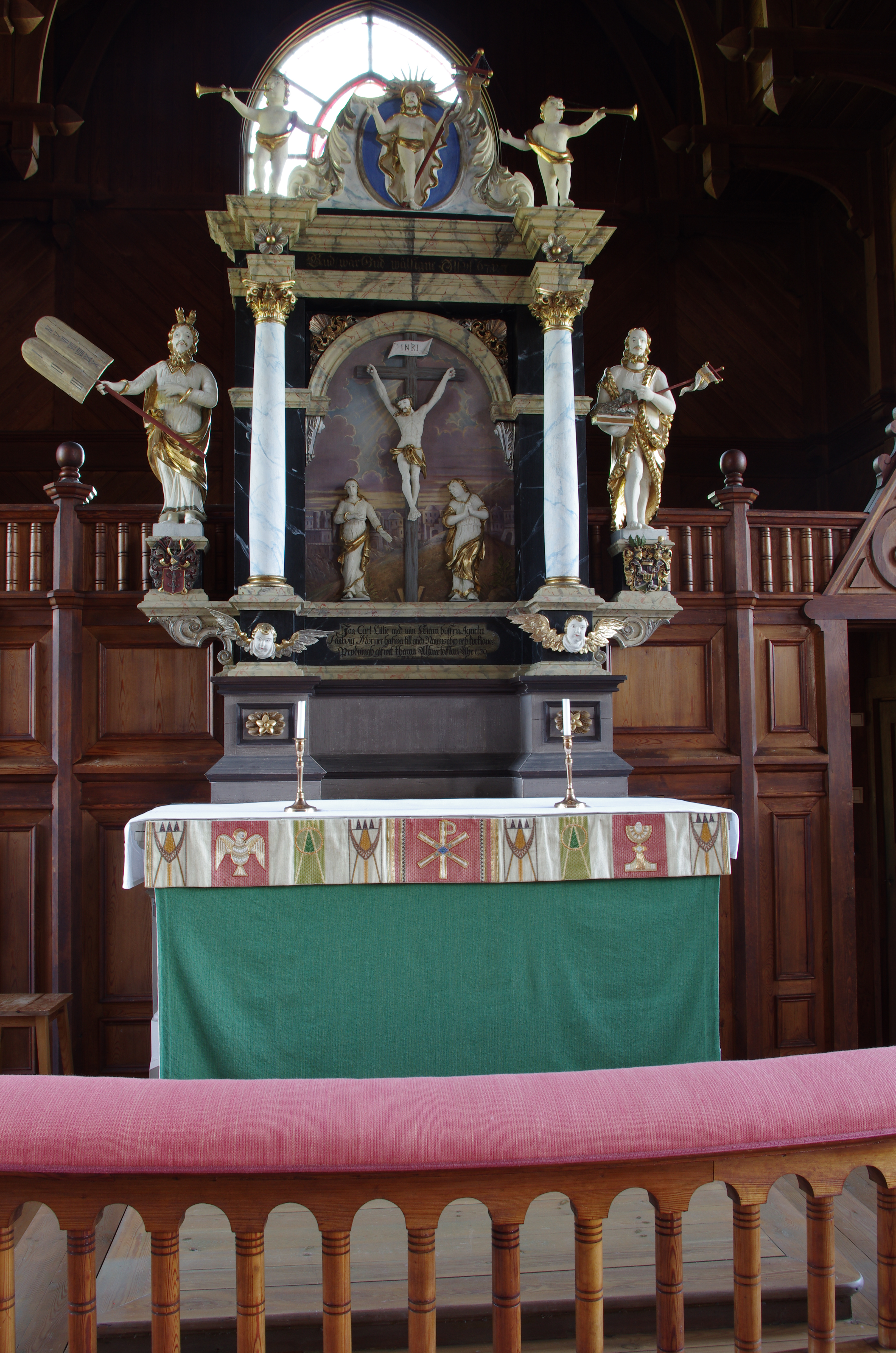
Altaret.
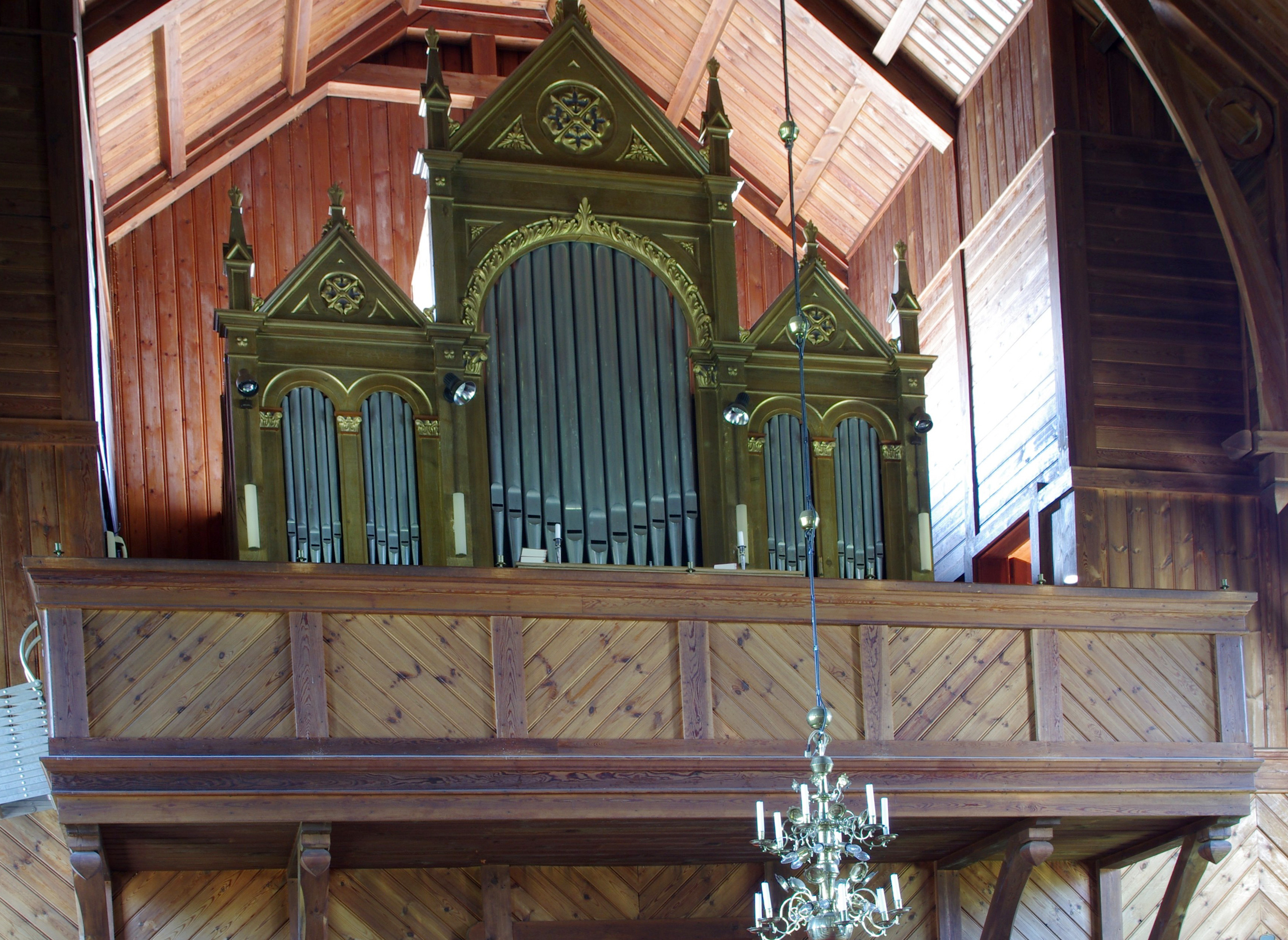
Orgelläktaren.
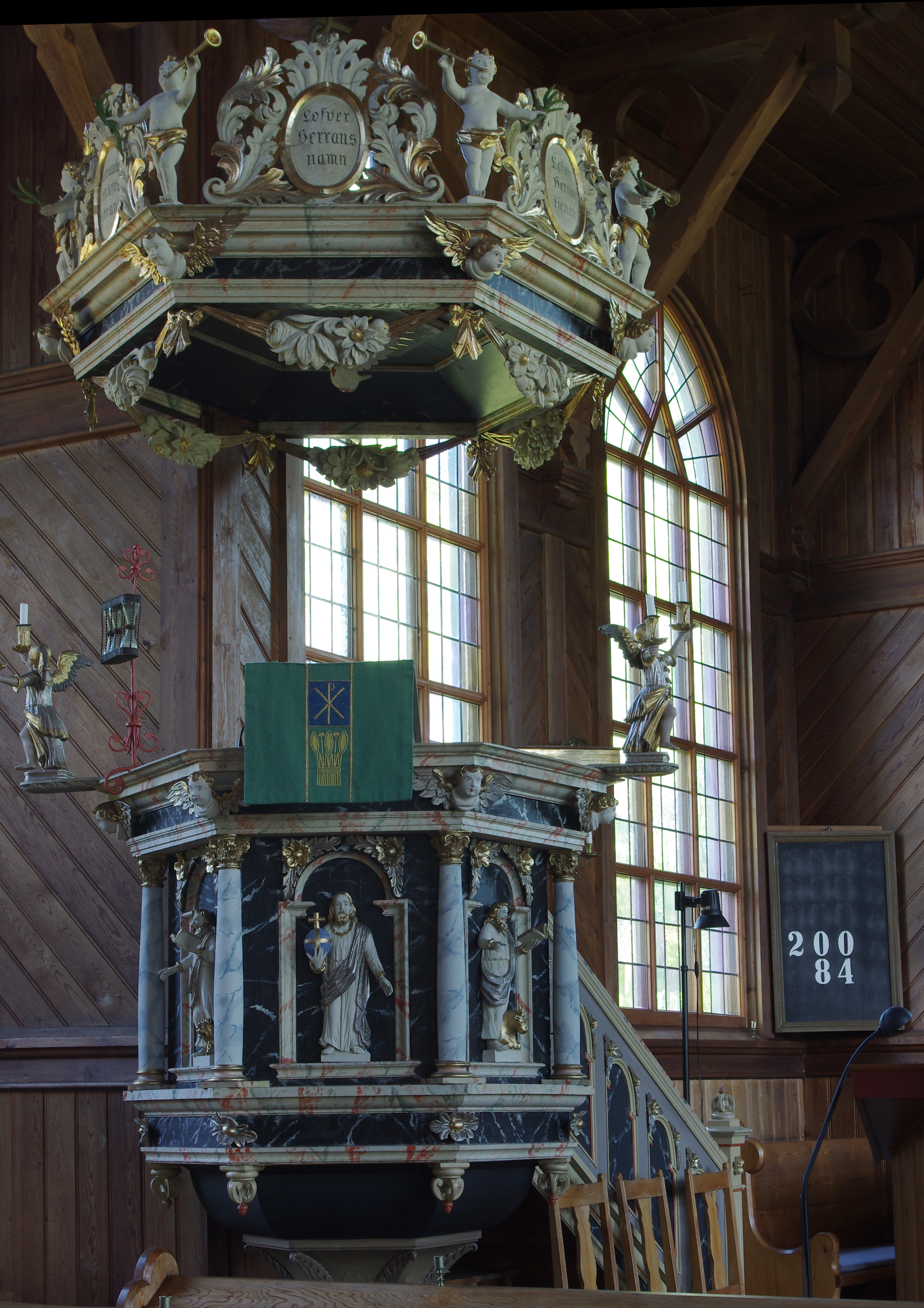
Predikstolen.
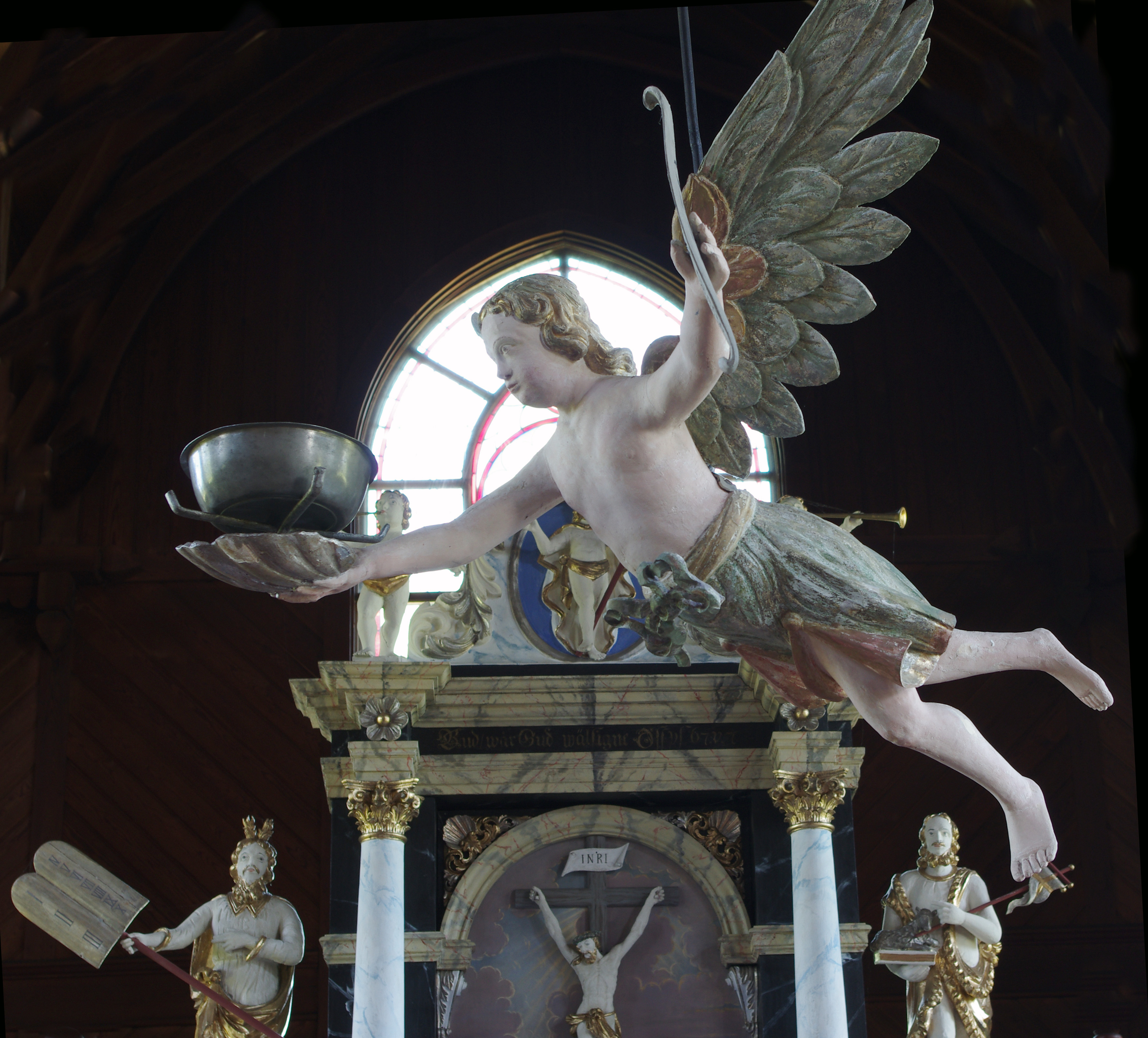
Dopängeln.
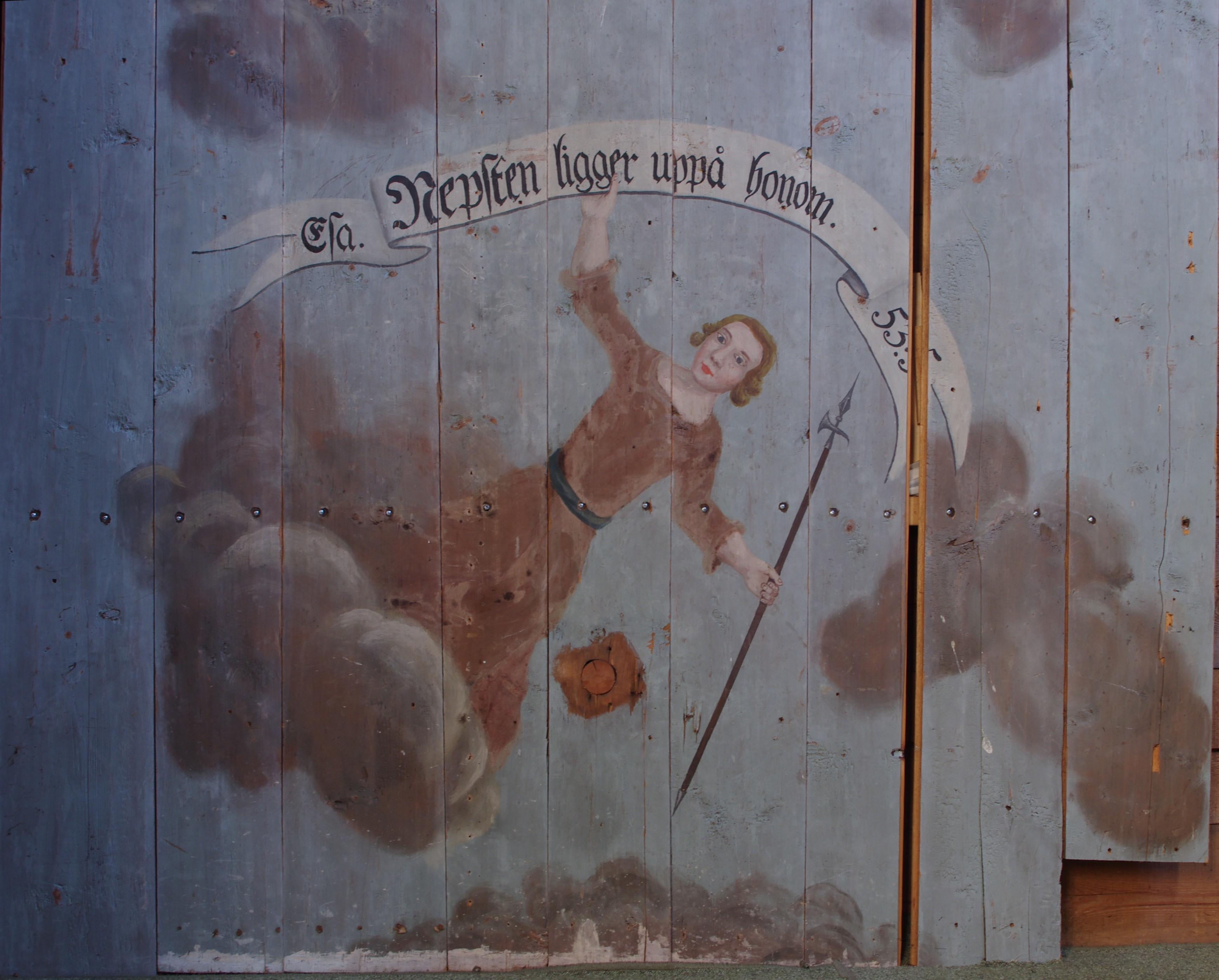
Väggmålning.